# Diego Nicolau
Diego Pereira Nicolau de Oliveira (Rio de Janeiro, 1 de Março de 1982) é um intérprete de samba-enredo e compositor brasileiro, tendo feito sambas para diversas escolas de samba do Brasil. Em 2022 foi intérprete do Arranco de Engenho de Dentro.

## Carreira
Diego Nicolau começou no mundo do samba, através das eliminatórias de samba-enredo da Cubango. sendo anos depois, integrado a equipe de cantores de apoio do carro de som da escola de Niterói. pelo qual esteve nos anos de 2006 a 2010. além de estar também como apoio da Mocidade e Estácio, respectivamente no anos de 2008 e 2009. tendo feito como intérprete oficial, no Grupo Principal do Carnaval de Uruguaiana, pela Deu Chucha na Zebra. sendo que no ano seguinte, continuou nessa escola, na União de Jacarepaguá, dividindo o microfone com Tiganá e retornando mais uma vez, como apoio da Mocidade. em 2011, permaneceu como intérprete principal da Deu Chucha na Zebra e estreiou como cantor oficial da Viradouro, dividindo o microfone oficial com Leléu, Gilberto Gomes e Niu. 
No ano de 2012, continuou fazendo parte do quarteto da Viradouro e esteve como cantor oficial da MUG, dividindo o microfone oficial com Thiago Brito e Fernando Brito. ainda em 2013, permaneceu na Viradouro, agora no quarteto onde entrou David do Pandeiro e retornando como apoio da Mocidade e foi para Renascer de Jacarepaguá, onde inicialmente dividiu o microfone da escola com Evandro Malandro e depois assumiu sozinho até o carnaval 2019, quando se desligou da escola para assumir o carro de som da Unidos de Padre Miguel.

## Títulos e estatísticas
|                  | Campeão | Vice           | Terceiro |
| ---------------- | ------- | -------------- | -------- |
| Primeira Divisão | —       | 2012           | —        |
| Segunda Divisão  | —       | 2011 2013 2020 | —        |

## Composições
Abaixo, os sambas de enredo compostos por Diego Nicolau.
| Legenda: N Campeã do carnaval |

| Ano  | Divisão            | Escola de samba          | Samba-enredo |
| ---- | ------------------ | ------------------------ | --- |
| 2006 | Grupo A (RJ)       | Cubango                  | Na Magia da Escrita, a Viagem do Saber |
| 2008 | Grupo A (RJ)       | Cubango                  | Mercedes Batista, de Passo a Passo, Um Passo |
| 2009 | Especial (Vitória) | Mocidade Unida da Glória | Do Eldorado Africano ao Berço Selvagem e Fascinante da Vila de São Matheus                                                                                               |
| 2010 | Especial (Vitória) | Mocidade Unida da Glória | Deixei de Ser Moderna para Ser Eterna... Brasília! Da Profecia de Dom Bosco à Realidade de JK                                                                            |
| 2010 | Grupo A (RJ)       | Cubango                  | Os Loucos da Praia Chamada Saudade |
| 2011 | Especial (Vitória) | Mocidade Unida da Glória | Mocidade - A Cerevisia que Contagia |
| 2012 | Especial RJ        | Mocidade Independente    | Por Ti, Portinari, Rompendo a Tela, a Realidade! |
| 2012 | Especial (Vitória) | Mocidade Unida da Glória | Gonzagão! Filho do Sertão, Majestade do Baião - 100 Anos em Glória |
| 2012 | Grupo A (RJ)       | Viradouro                | A Vida como Ela É, Bonitinha mas Ordinária... Assim Falou Nelson Rodrigues                                                                                               |
| 2013 | Especial (Vitória) | Mocidade Unida da Glória | Oui Voilá Le France! Mocidade Singra os Mares de Dunkerque. Merci Beacoup!                                                                                               |
| 2013 | Grupo B (RJ)       | Império da Praça Seca    | Valei-me Jorge! |
| 2014 | Especial RJ        | Mocidade Independente    | Pernambucópolis |
| 2014 | Especial (Vitória) | Mocidade Unida da Glória | Tapetes - Do Paraíso Mágico ao Santuário da Fé: Castelo! |
| 2014 | Grupo B (Vitória)  | Imperatriz do Forte      | Aduanas... Tudo para o Rei, Tudo para o Estado, Tudo pela Nação |
| 2015 | Especial (Vitória) | Mocidade Unida da Glória | No Reino de Sua Majestade, o Sonho |
| 2015 | Grupo B (RJ)       | Unidos da Ponte          | O Rei da Mata Pede Passagem - São Sebastião, Nosso Padroeiro. Da Ponte e do Rio de Janeiro                                                                               |
| 2016 | Especial SP        | Vila Maria               | A Vila Famosa É Mais Bela, Ilhabela da Fantasia |
| 2016 | Especial (Vitória) | Mocidade Unida da Glória | Papo de Botequim - Boemia e Malandragem na Cadência do Samba |
| 2016 | Série A (RJ)       | Cubango                  | Um Banho de Mar à Fantasia |
| 2017 | Especial (Vitória) | Mocidade Unida da Glória | A MUG Dá as Cartas! |
| 2017 | Série A (RJ)       | Renascer                 | O Papel e o Mar |
| 2017 | Série A (RJ)       | Viradouro                | ...E Todo Menino É Um Rei |
| 2017 | Grupo A (Vitória)  | Imperatriz do Forte      | Gran Circo Imperatriz Anuncia: Venha Se Divertir no Picadeiro da Emoção                                                                                                  |
| 2017 | Série B (RJ)       | Unidos de Bangu          | Onde Há Fumaça, Há Fogo! |
| 2018 | Especial SP        | Vila Maria               | Aproveitam-se de minha nobreza, você não soube, não te contaram? Suspeitei desde o principio! Não contavam com minha astúcia! Arriba Bolanõs, Arriba Vila, Arriba México |
| 2018 | Especial SP        | Tucuruvi                 | Uma Noite no Museu |
| 2018 | Especial (Vitória) | Mocidade Unida da Glória | Entre Confetes e Serpentinas, Uma Paixão Sem Igual… Olhares que Se Cruzam, Bocas que Se Beijam… Amores de Carnaval                                                       |
| 2018 | Série A (RJ)       | Renascer                 | Renascer: De Flechas e de Lobos |
| 2018 | Série A (RJ)       | Unidos de Bangu          | A Travessia da Calunga Grande e a Nobreza Negra no Brasil |
| 2019 | Especial RJ        | Mocidade Independente    | Eu Sou o Tempo. Tempo É Vida |
| 2019 | Especial (Vitória) | Mocidade Unida da Glória | Sorrir e Sambar É Só Começar |
| 2019 | Série A (RJ)       | Rocinha                  | Bananas para o Preconceito |
| 2019 | Série A (RJ)       | Cubango                  | Igbá Cubango – A Alma das Coisas e a Arte dos Milagres |
| 2019 | Série A (RJ)       | Império da Tijuca        | Império do Café, o Vale da Esperança |
| 2019 | Série A (RJ)       | Renascer                 | Dois de Fevereiro no Rio Vermelho |
| 2020 | Especial RJ        | Viradouro                | Viradouro de Alma Lavada |
| 2020 | Especial (Vitória) | Mocidade Unida da Glória | Oby: O Imaculado Santuário das Lendas |
| 2020 | Série A (RJ)       | Cubango                  | A Voz da Liberdade |
| 2020 | Série A (RJ)       | Sossego                  | Os Tambores de Olokun |
| 2020 | Série A (RJ)       | Império da Tijuca        | Quimeras de Um Eterno Aprendiz |
| 2020 | Série A (RJ)       | Renascer                 | Eu que te benzo, Deus que te cura! |
| 2020 | Série A (RJ)       | Unidos de Bangu          | Memórias de um Griô: a diáspora africana numa idade nada moderna e muito menos contemporânea                                                                             |
| 2022 | Especial RJ        | Mocidade Independente    | Batuque ao Caçador |
| 2022 | Especial SP        | Tucuruvi                 | Carnavais... De lá pra cá, o que mudou? Daqui pra lá, o que será? |
| 2022 | Especial SP        | Império de Casa Verde    | O Poder da Comunicação - Império, o Mensageiro das Emoções |
| 2022 | Especial SP        | Rosas de Ouro            | Sanitatem |
| 2022 | Especial SP        | Vila Maria               | O Mundo Precisa de Cada Um de Nós. A Vila É Porta-voz |
| 2022 | Especial (Vitória) | Mocidade Unida da Glória | O Leão em Caravana Traz ao Palco da Folia a Imagem e Semelhança com Um Quê de Fantasia                                                                                   |
| 2022 | Série Ouro (RJ)    | Unidos da Ponte          | Santa Dulce dos Pobres – O Anjo Bom da Bahia |
| 2022 | Acesso 1 (SP)      | Mocidade Unida da Mooca  | Aruanda – O Eterno Retorno |
| 2022 | Série Prata (RJ)   | Acadêmicos da Abolição   | É Samba, É Popular. É Alex Escobar! |
| 2022 | Série Prata (RJ)   | Botafogo Samba Clube     | João Saldanha - Um Apaixonado pela Verdade, Caminhando em Tempos de Ilusão                                                                                               |
| 2022 | Série Prata (RJ)   | Independentes de Olaria  | Batuque pra Penha |
| 2022 | Série Prata (RJ)   | União de Jacarepaguá     | Dos Ventres Africanos, os Sonhos por Liberdade! |
| 2023 | Especial RJ        | Mocidade Independente    | Terra de Meu Céu, Estrelas de Meu Chão |
| 2023 | Especial (Vitória) | Mocidade Unida da Glória | A Caminho das Terras do Sol Poente |
| 2023 | Série Ouro (RJ)    | Arranco                  | Zé Espinguela - Chão do Meu Terreiro |
| 2023 | Série Ouro (RJ)    | União de Jacarepaguá     | Manoel Congo, Mariana Crioula - Heróis da Liberdade no Vale do Café |
| 2023 | Série Prata (RJ)   | Império da Uva           | Laroyê, Rainha das Marias |
| 2024 | Especial RJ        | Mocidade Independente    | Pede Caju Que Dou... Pé de Caju Que Dá! |
| 2024 | Série Ouro (RJ)    | Estácio de Sá            | Chão de Devoção: Orgulho Ancestral |
| 2025 | Série Ouro (RJ)    | União da Ilha            | Ba-der-na! Maria do Povo |
| 2025 | Série Ouro (RJ)    | Estácio de Sá            | O Leão Se Engerou em Encantado Amazônico |
| 2025 | Série Ouro (RJ)    | Tradição                 | Reza |
| 2025 | Especial RJ        | Unidos de Padre Miguel   | Egbé Iyá Nassô |
| 2025 | Especial RJ        | Unidos da Tijuca         | Logun-Edé - Santo Menino que Velho Respeita |

## Premiações
Abaixo, a lista de prêmios recebidos por Diego em sua carreira no carnaval.
- Estandarte de Ouro

1. 2008 - Melhor samba-enredo (Cubango - "Mercedes Batista, de Passo a Passo, Um Passo") [9]
2. 2019 - Melhor samba-enredo (Cubango - "Igbá Cubango – A Alma das Coisas e a Arte dos Milagres") [10]
3. 2022 - Melhor samba-enredo (Mocidade - "Batuque ao Caçador") [11]
4. 2024 - Melhor samba-enredo (Estácio - "Chão de Devoção: Orgulho Ancestral") [12]
5. 2025 - Melhor samba-enredo (Tradição - "Reza") [13]

- Estrela do Carnaval

1. 2018 - Melhor intérprete (Renascer) [14]
2. 2024 - Melhor samba-enredo (Estácio - "Chão de Devoção: Orgulho Ancestral") [15]

- Fala Galera Carna Insta

1. 2022 - Melhor samba-enredo (Mocidade - "Batuque ao Caçador") [16]

- Gato de Prata

1. 2019 - Melhor samba-enredo (Renascer - "Dois de Fevereiro no Rio Vermelho") [17]
2. 2020 - Melhor samba-enredo (Mocidade - "Batuque ao Caçador") [18]
3. 2024 - Samba Popular (Mocidade - "Pede Caju Que Dou... Pé de Caju Que Dá!")[19]
4. 2024 - Melhor samba-enredo (Estácio - "Chão de Devoção: Orgulho Ancestral")[20]

- Plumas & Paetês Cultural

1. 2017 - Melhor samba-enredo (Renascer - "O Papel e o Mar") [21]
2. 2018 - Melhor samba-enredo ("Renascer: De Flechas e de Lobos") [22]
3. 2019 - Melhor intérprete (Renascer) [23]
4. 2020 - Melhor samba-enredo (Império da Tijuca - "Quimeras de Um Eterno Aprendiz") [24]
5. 2025 - Melhor samba-enredo (União da Ilha - "Ba-der-na! Maria do Povo") [25]

- Prêmio 100% Carnaval

1. 2019 - Melhor intérprete (Renascer) [26]
2. 2024 - Melhor samba-enredo (Estácio - "Chão de Devoção: Orgulho Ancestral") [27]
3. 2025 - Melhor samba-enredo (Estácio - "O Leão Se Engerou em Encantado Amazônico") [28]

- Prêmio Elite do Samba

1. 2013 - Melhor samba-enredo (Praça Seca - "Valei-me Jorge!") [29][30]

- Prêmio SRzd

1. 2014 - Melhor samba-enredo (Mocidade - "Pernambucópolis") [31]
2. 2017 - Melhor samba-enredo (Renascer - "O Papel e o Mar") [32]
3. 2019 - Melhor samba-enredo (Renascer - "Dois de Fevereiro no Rio Vermelho") [33]
4. 2020 - Melhor intérprete (Unidos de Padre Miguel) [34]

- S@mba-net

1. 2008 - Melhor samba-enredo (Cubango - "Mercedes Batista, de Passo a Passo, Um Passo") [35][36]
2. 2013 - Melhor samba-enredo (Praça Seca - "Valei-me Jorge!") [37]
3. 2014 - Melhor samba-enredo (Mocidade - "Pernambucópolis") [38]
4. 2017 - Melhor samba-enredo (Renascer - "O Papel e o Mar") [39]
5. 2020 - Melhor intérprete (Unidos de Padre Miguel) [40]
6. 2022 - Melhor samba-enredo (Mocidade - "Batuque ao Caçador") [41]
7. 2024 - Melhor samba-enredo (Estácio - "Chão de Devoção: Orgulho Ancestral") [42]

- Samba É Nosso

1. 2012 - Melhor samba-enredo (Viradouro - "A Vida como Ela É, Bonitinha mas Ordinária... Assim Falou Nelson Rodrigues") [43]

- Samba na Veia

1. 2013 - Melhor samba-enredo (Praça Seca - "Valei-me Jorge!") [44]

- Troféu Andarilho do Samba

1. 2008 - Melhor samba-enredo (Cubango - "Mercedes Batista, de Passo a Passo, Um Passo") [45]

- Troféu Explosão in Samba

1. 2019 - Melhor samba-enredo (Mocidade - "Eu Sou o Tempo. Tempo É Vida") [46]
2. 2024 - Melhor samba-enredo (Mocidade - "Pede Caju Que Dou... Pé de Caju Que Dá!") [47]

- Troféu Jorge Lafond

1. 2012 - Melhor intérprete (Viradouro) [48]

- Troféu Nota 10

1. 2017 - Melhor samba-enredo (Renascer - "O Papel e o Mar") [49]
2. 2020 - Melhor intérprete (Unidos de Padre Miguel) [50]

- Troféu Rádio Manchete

1. 2008 - Melhor samba-enredo (Cubango - "Mercedes Batista, de Passo a Passo, Um Passo") [51]

- Troféu Sambario

1. 2020 - Melhor samba-enredo (Mocidade - "Batuque ao Caçador") [52]
2. 2024 - Melhor samba-enredo (Estácio - "Chão de Devoção: Orgulho Ancestral") [53]

- Troféu Tupi Carnaval Total

1. 2024 - Melhor samba-enredo (Estácio - "Chão de Devoção: Orgulho Ancestral") [54]